# Eldorado do Carajás
Pour les articles homonymes, voir Eldorado (homonymie) et Carajas.
Eldorado do Carajás est une municipalité brésilienne située dans l'État du Pará.